# Castelbellino

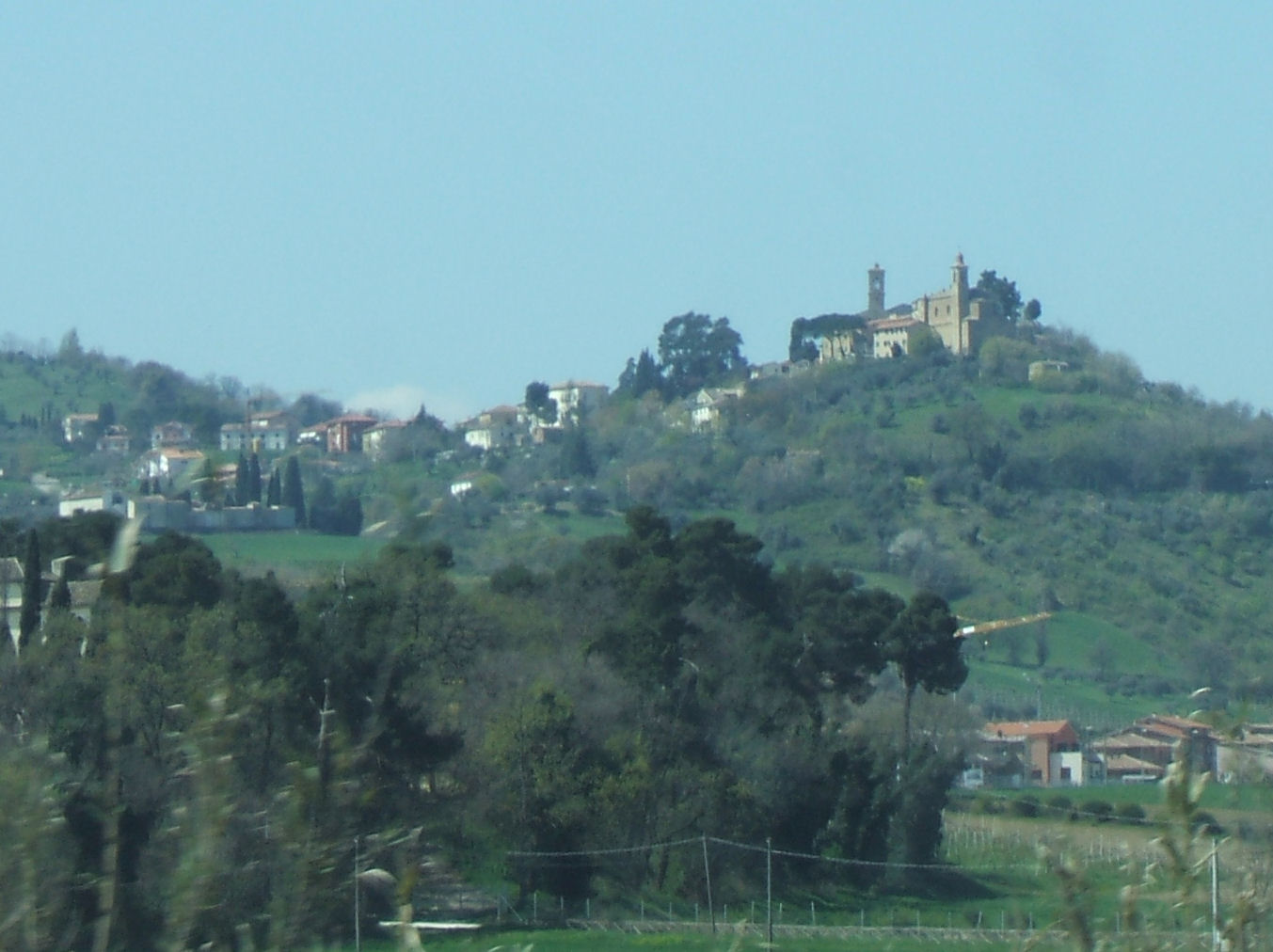
Castelbellino

Castelbellino ist eine italienische Gemeinde (comune) mit 4926 Einwohnern (Stand 31. Dezember 2023) in der Provinz Ancona in den Marken. Die Gemeinde liegt etwa 33 Kilometer südwestlich von Ancona am Esino.

## Wirtschaft und Verkehr
In der Gemeinde wird der Verdicchio dei Castelli di Jesi angebaut. Durch die Gemeinde führt die Strada Statale 76 della Val d'Esino. Der Bahnhof der Gemeinde, Montecarotto-Castelbellino, liegt an der Bahnstrecke Rom-Ancona.